# Qianshan, Xuwen
Qianshan (kinesiska: 前山) är en köping i sydöstra Kina. Den ligger i Xuwen härad i staden Zhanjiang i provinsen Guangdong, omkring 420 kilometer sydväst om provinshuvudstaden Guangzhou. Antalet invånare är 37 703. Befolkningen består av 18 007 kvinnor och 19 696 män. Barn under 15 år utgör 22,0 %, vuxna 15-64 år 68 %, och äldre över 65 år 8,0 %.